# 天衢新区
天衢新区とは中華人民共和国山東省徳州市に位置する省レベルの新区（新開発エリア）。2022年6月13日に経済技術開発区と運河経済開発区が合併し成立した。新区は旧徳城区と陵城区の繋がりとして、経済、教育などの役割を果たす。大学、企業や研究センターを有している。

## 写真

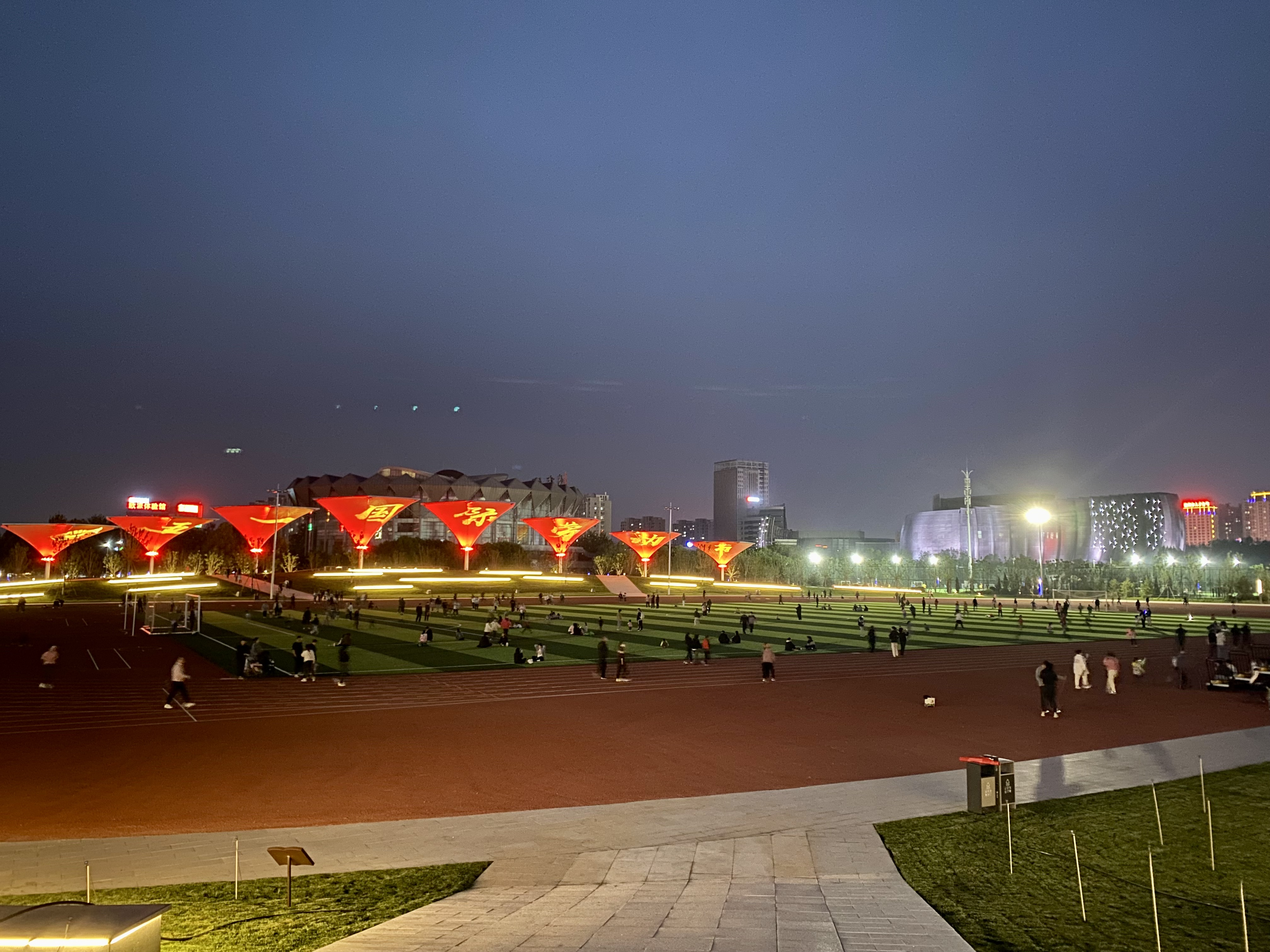
徳州市体育センター
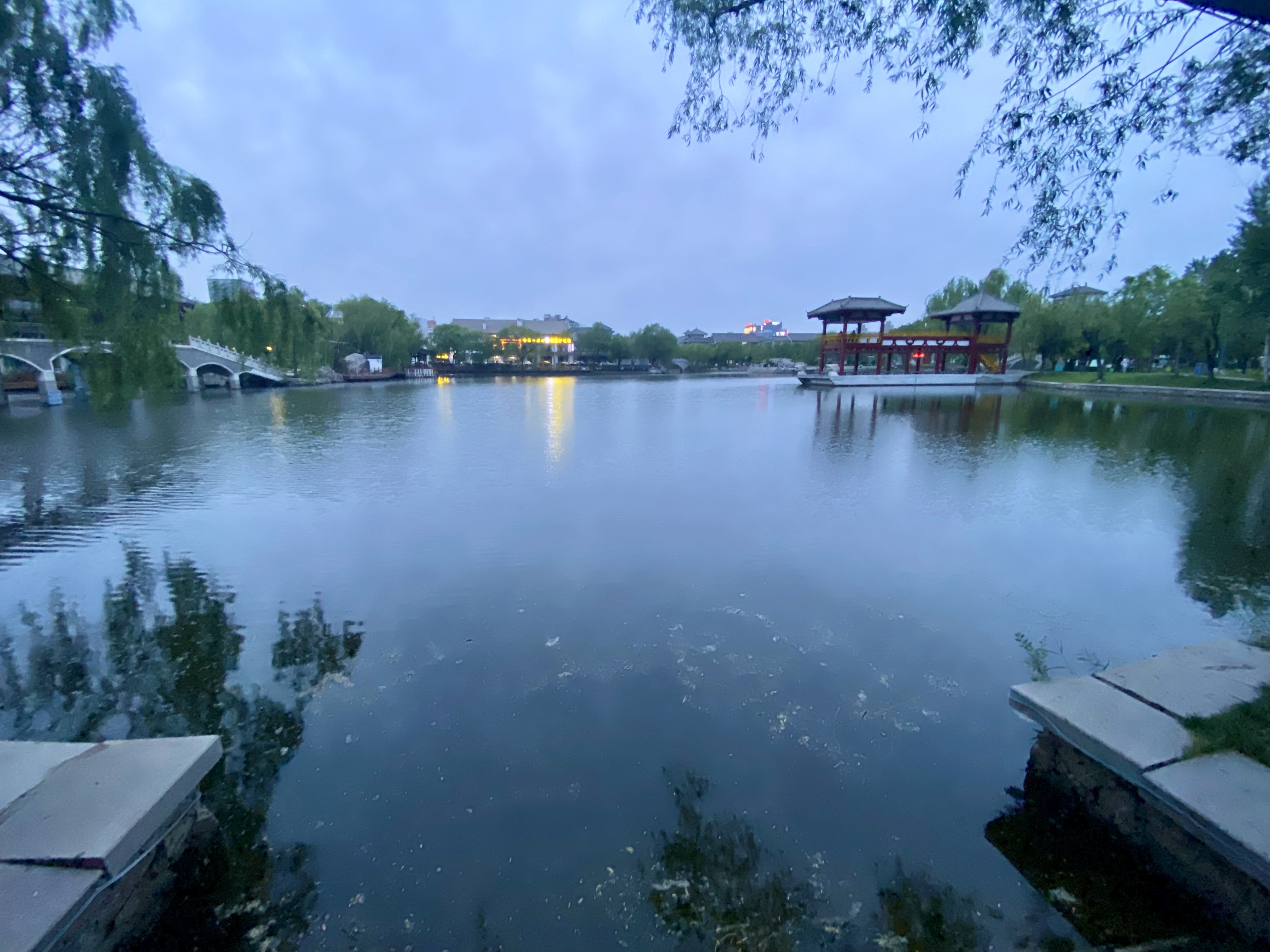
徳州市董子文化園
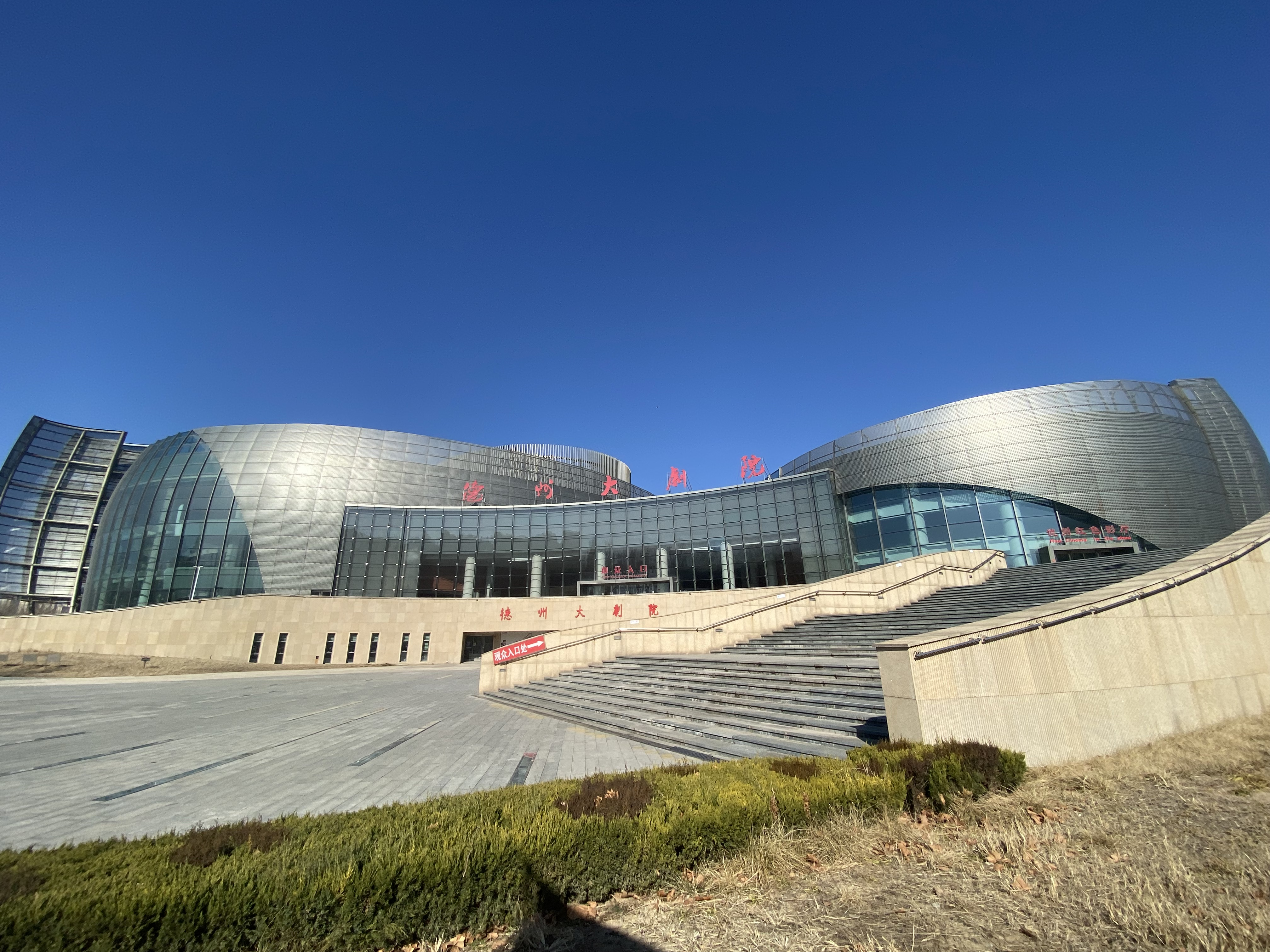
大劇場
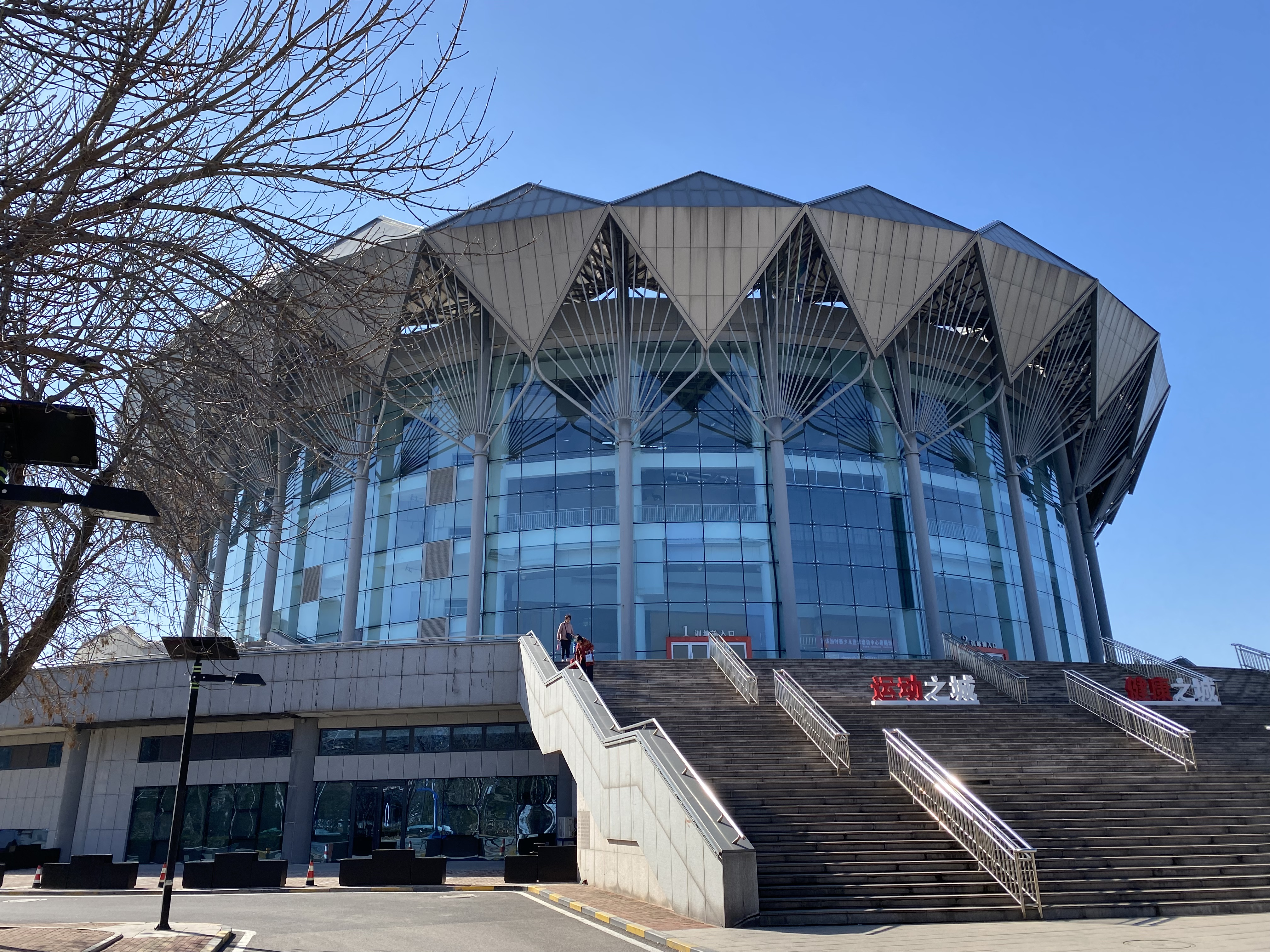
体育館
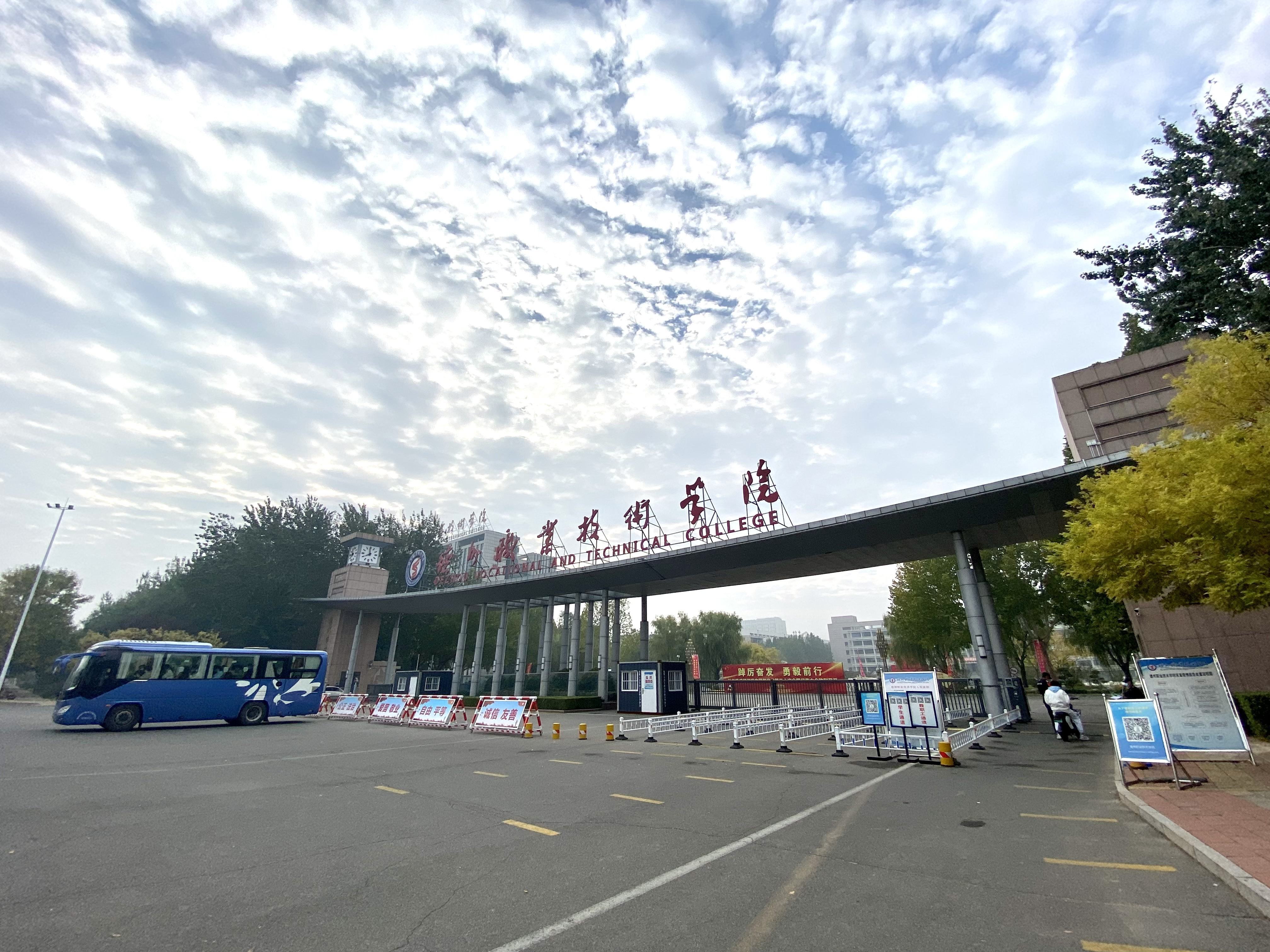
徳州職業技術学院
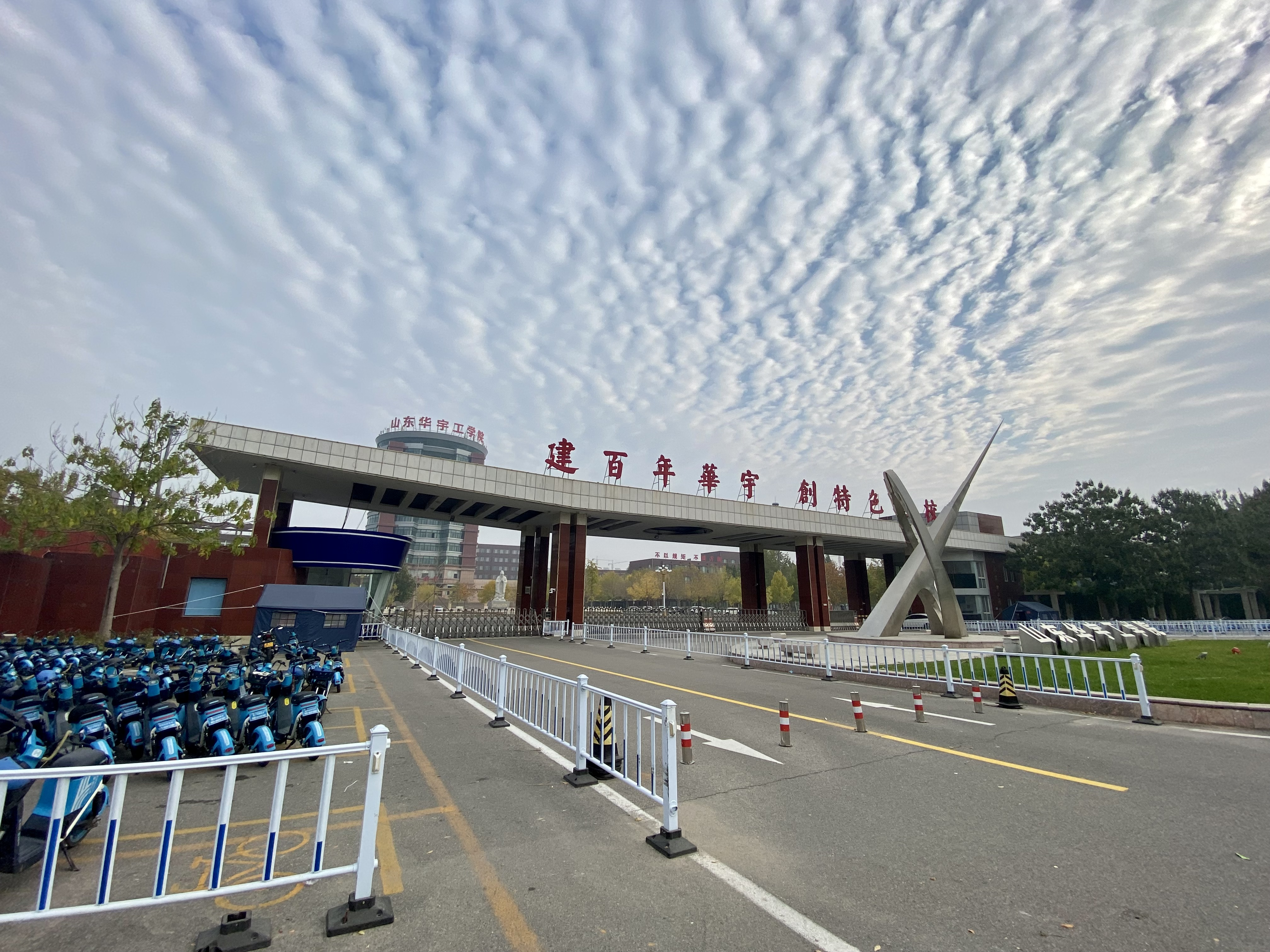
山東華宇工学院